# Acalypha subtomentosa
Acalypha subtomentosa é uma espécie de flor do gênero Acalypha, pertencente à família Euphorbiaceae.